# Maulbronner Sandstein

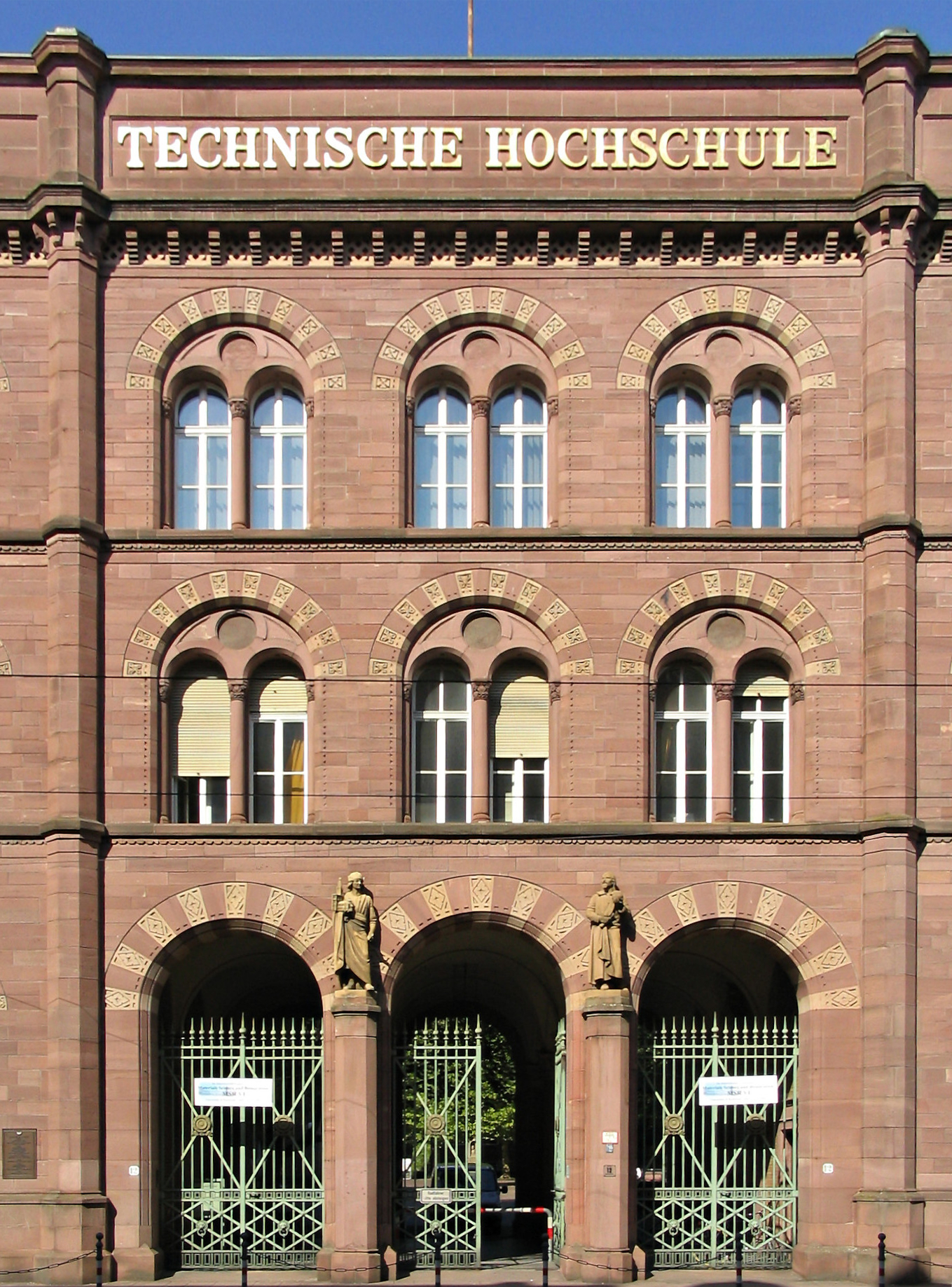
Universität Karlsruhe

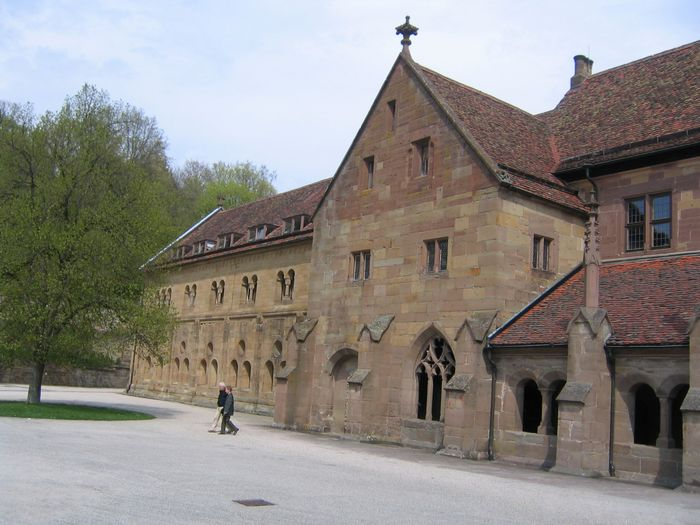
Klosteransicht von Maulbronn

Der Maulbronner Sandstein ist ein Sandstein, der um Maulbronn, Pfaffenhofen und Sinsheim-Weiler in Baden-Württemberg abgebaut wird. Er gehört in die Stuttgart-Formation (früher Schilfsandstein oder Schilfsandstein-Schichten) des Mittleren Keuper. Die Stuttgart-Formation kann in die internationale Karnium-Stufe datiert werden.

## Gesteinsbeschreibung
Der Maulbronner Sandstein ist ein dunkelroter Sandstein mit Parallel- und Schräggeschichtung. Er ist ein feldspatführender Sandstein und seine Sichtflächen wirken teilweise wie geflammt. Seine Bindung ist tonig-ferritisch und kaum kieselig.
Die Komponenten bestehen aus 49 Prozent quarzitischen Gesteinsbruchstücken und 25 Prozent Quarz, der Anteil an Alkalifeldspat beträgt 23 Prozent und Muskovit 2 Prozent. Akzessorische Mineralanteile (unter 1 Prozent) sind Rutil, Zirkon und opake Mineralkörner. Seine Rotfärbung stammt von Hämatit. Sein Verwitterungsverhalten ist unterschiedlich, dies hängt wesentlich von den jeweiligen Bruchlagen ab.

## Verwendung und Bauwerke
Dieser Sandstein wird und wurde für Massivbauten, für Treppen und Fußböden, Fensterbänke und Wandplatten, Grabmale und Steinbildhauerarbeiten verwendet.
Maulbronner Sandstein wurde am romanischen Kloster Maulbronn, an der Technischen Hochschule Karlsruhe, am Erbprinzenpalais sowie dem Bundesgerichtshof in Karlsruhe, dem Staatstheater Stuttgart, an der Villa Reitzenstein in Stuttgart, den Bahnhöfen in Basel, Karlsruhe, Frankfurt am Main, Mainz, Amsterdam und an weiteren Bauwerken an Rhein und Main bis nach Holland verwendet.

## Einzelnachweis
1. ↑  Grimm: Denkmalatlas wichtiger Denkmalgesteine. Gestein Nr. 97 (siehe Literatur)